# Bei
Bei (în turcă: Bey la origine Beg; în persană și limba turcă otomană: بگ, Beg respectiv Beyg; în arabă بك Bek) este un titlu turcesc cu semnificația „căpetenie”, în general aplicat liderilor de grupuri tribale. În multe surse istorice, numeroși lideri turci sau persani sunt numiți bey sau beg, având aceeași semnificație, sinonim cu titlul arab amīr. Regiunea sau provincia guvernată sau administrată de bei se numea beylik (rom. beilic), în traducere aproximativă „emirate” sau „principate” în primul caz, „provincii” sau „guvernorate” în al doilea. Astăzi cuvântul este folosit ca titlu social pentru bărbați (cu sensul expresiei „domnul”).
Acest titlu nobiliar al Imperiului Otoman, rezervat guvernatorilor de provincii sau orașe turcești (cu rol de pașă cu un singur tui), era acordat și domnitorilor vasali ai Imperiului. Din punctul de vedere al administrației otomane, era și titlu al domnitorilor din Muntenia și Moldova.
Titlul se punea în urma numelui, de exemplu: Manuc Bei.